# Episodi di Agents of S.H.I.E.L.D. (terza stagione)
La terza stagione della serie televisiva Agents of S.H.I.E.L.D., composta da ventidue episodi, è stata trasmessa in prima visione negli Stati Uniti dal canale ABC dal 29 settembre 2015 al 17 maggio 2016.
Gli antagonisti principali della terza stagione sono: Hive e Grant Ward.
In Italia, la stagione è stata trasmessa in prima visione dal canale satellitare Fox dal 22 ottobre 2015 al 16 giugno 2016, mentre in chiaro è stata trasmessa su Rai 4 dal 23 gennaio 2017.
| nº | Titolo originale       | Titolo italiano           | Prima TV USA      | Prima TV Italia  |
| -- | ---------------------- | ------------------------- | ----------------- | ---------------- |
| 1  | Laws of Nature         | Leggi di natura           | 29 settembre 2015 | 22 ottobre 2015  |
| 2  | Purpose in the Machine | Lo scopo della macchina   | 6 ottobre 2015    | 22 ottobre 2015  |
| 3  | A Wanted (Inhu)man     | Un (In)umano ricercato    | 13 ottobre 2015   | 29 ottobre 2015  |
| 4  | Devils You Know        | I demoni che conosci      | 20 ottobre 2015   | 10 novembre 2015 |
| 5  | 4,722 Hours            | 4.722 ore                 | 27 ottobre 2015   | 17 novembre 2015 |
| 6  | Among Us Hide...       | Tra di noi si nasconde... | 3 novembre 2015   | 24 novembre 2015 |
| 7  | Chaos Theory           | La teoria del caos        | 10 novembre 2015  | 1º dicembre 2015 |
| 8  | Many Heads, One Tale   | Molte teste, una storia   | 17 novembre 2015  | 8 dicembre 2015  |
| 9  | Closure                | Chiusura                  | 1º dicembre 2015  | 15 dicembre 2015 |
| 10 | Maveth                 | Maveth                    | 8 dicembre 2015   | 22 dicembre 2015 |
| 11 | Bouncing Back          | Rimbalzare indietro       | 8 marzo 2016      | 31 marzo 2016    |
| 12 | The Inside Man         | L'infiltrato              | 15 marzo 2016     | 7 aprile 2016    |
| 13 | Parting Shot           | L'addio delle spie        | 22 marzo 2016     | 14 aprile 2016   |
| 14 | Watchdogs              | Cani da guardia           | 29 marzo 2016     | 21 aprile 2016   |
| 15 | Spacetime              | Spazio-tempo              | 5 aprile 2016     | 28 aprile 2016   |
| 16 | Paradise Lost          | Paradiso perduto          | 12 aprile 2016    | 5 maggio 2016    |
| 17 | The Team               | La squadra                | 19 aprile 2016    | 12 maggio 2016   |
| 18 | The Singularity        | La singolarità            | 26 aprile 2016    | 19 maggio 2016   |
| 19 | Failed Experiments     | Esperimenti falliti       | 3 maggio 2016     | 26 maggio 2016   |
| 20 | Emancipation           | Emancipazione             | 10 maggio 2016    | 2 giugno 2016    |
| 21 | Absolution             | Assoluzione               | 17 maggio 2016    | 9 giugno 2016    |
| 22 | Ascension              | Ascensione                | 17 maggio 2016    | 16 giugno 2016   |

## Leggi di natura
- Titolo originale: Laws of Nature
- Diretto da: Vincent Misiano
- Scritto da: Jed Whedon e Maurissa Tancharoen

### Trama
Seattle, Washington. Joey Gutierrez, un neo-inumano capace di sciogliere il metallo, braccato dall'Unità di Contenimento delle Minacce Avanzate (UCMA) viene tratto in salvo da Daisy, Mack e Hunter che lo prendono sotto la custodia dello S.H.I.E.L.D. mettendolo al corrente del suo retaggio ottenendo il solo risultato di sconvolgerlo e farlo infuriare, motivo per cui Daisy decide quindi di chiedere l'aiuto di Lincoln, che nel frattempo ha deciso di costruirsi una vita normale come dottore. Nel frattempo Coulson si mette in contatto con la leader dello UCMA, Rosalind Price, nel tentativo di capire perché i suoi uomini catturino gli Inumani. Dalla loro conversazione tuttavia essi capiscono che anche qualcun altro li sta cercando e uccidendo: Lash, mostruoso inumano che attacca l'ospedale in cui lavora Lincoln nel momento in cui questi viene contattato da Daisy e Mack; all'arrivo dello UCMA Lash si ritira e Daisy, prima di fare altrettanto, tenta di convincere Lincoln a tornare nello S.H.I.E.L.D., sebbene questi si dia invece alla fuga. In seguito il presidente degli Stati Uniti annuncia ufficialmente la creazione dello UCMA, una nuova organizzazione impegnata nel contenimento di possibili minacce superumane. Nel frattempo Fitz, all'ossessiva ricerca di un modo per liberare Simmons dal monolite Kree, si reca a Tangeri, Marocco, per sottrarre a dei trafficanti locali un'antica pergamena rinvenuta tempo addietro con l'artefatto e che, secondo le storie, descrive cosa sia il monolite. Una volta rientrato alla base con la pergamena tuttavia, scopre che vi è incisa una sola parola: "morte" (ebraico: מוות).
Nella scena finale, Simmons si trova in fuga da qualcosa su un desolato pianeta alieno.
- Altri interpreti: Constance Zimmer (Rosalind Price), Matt Willig (Lash), Juan Pablo Raba (Joey Gutierrez), Andrew Howard (Banks), William Sadler (presidente Matthew Ellis).
- Ascolti USA: telespettatori 4.900.000.[4]
- Ascolti Italia: telespettatori non disponibili.

## Lo scopo della macchina
- Titolo originale: Purpose in the Machine
- Diretto da: Kevin Tancharoen
- Scritto da: DJ Doyle

### Trama
Il dottor Andrew Garner viene chiamato dallo S.H.I.E.L.D. per valutare Joey e decidere se sia idoneo o meno a unirsi al team di superumani che Daisy sta tentando di mettere insieme; nel frattempo Hunter ottiene da Coulson l'autorizzazione per andare a scovare Ward e ucciderlo, motivo per il quale l'ex-mercenario decide di contattare May, che da diversi mesi si è dimessa dallo S.H.I.EL.D., convincendola a unirsi alla missione. Contemporaneamente Ward, deciso a far risorgere e rafforzare l'HYDRA, recluta tra le sue file il giovane Werner von Strucker, figlio del defunto barone von Strucker. Dopo aver rinvenuto, nell'area sotto vuoto in cui è tenuto il monolite, della sabbia che precede la Terra di millenni, Fitz deduce che l'oggetto è un portale per un altro pianeta, motivo per cui il team chiede aiuto all'asgardiano Elliot Randolph, il quale, ricordando delle storie sentite nel corso della sua vita millenaria, conduce lo S.H.I.E.L.D. a un vecchio castello inglese in cui, nel 1839, un gruppo di lord ha costruito una macchina per aprire il monolite attraverso le vibrazioni, nella vana speranza di esplorare il mondo dall'altra parte del portale. Sebbene dopo un primo tentativo la macchina si rompa, grazie ai suoi poteri Daisy riesce a riprodurre le stesse vibrazioni, tenendo l'artefatto aperto abbastanza a lungo da permettere a Fitz di gettarvisi con una fune di sicurezza, lanciare dei segnali luminosi attirando l'attenzione di Simmons e salvarla riconducendola a casa indenne ma profondamente traumatizzata.
Nella scena finale, Werner von Strucker si reca alla Culver University chiedendo al dottor Garner di poter frequentare il suo corso.
- Altri interpreti: Blair Underwood (Andrew Garner), Peter MacNicol (Prof. Elliott Randolph), Daz Crawford (Kebo), Spencer Treat Clark (Alexander Braun/Werner von Strucker), Alex Hyde-White (Lord Thornally), Daniel J. Wolfe (Lord Manzini), Piers Stubbs (giovane lord), James Hong (William May).
- Ascolti USA: telespettatori 4.320.000.[5]
- Ascolti Italia: telespettatori non disponibili.

## Un (In)umano ricercato
- Titolo originale: A Wanted (Inhu)man
- Diretto da: Garry A. Brown
- Scritto da: Monica Owusu-Breen

### Trama
Lincoln, datosi alla macchia, viene braccato dallo UCMA che diffonde la sua foto ai principali media facendo sì che anche il vecchio amico da cui il ragazzo si è rifugiato lo tradisca dopo averlo sentito definire dal telegiornale come una "minaccia aliena". Intanto Coulson si incontra con Rosalind Price e tenta di convincerla a lasciare che sia lo S.H.I.E.L.D. a prendere in custodia Lincoln ma, nel momento in cui la donna gli rivela di essere in possesso di una foto di Daisy, per evitare che lo UCMA inizi a dare la caccia anche a lei Coulson si arrende alle condizioni di Price permettendo ai suoi uomini di catturare Lincoln, nel frattempo raggiunto da Mack e Daisy, con cui scambia un bacio prima di sfuggire nuovamente allo UCMA, la quale decide dunque di prendere Daisy al suo posto, cosa che spinge Coulson a stringere un accordo con Price mettendo l'esperienza e le risorse dello S.H.I.E.L.D. al servizio dello UCMA per catturare gli Inumani in cambio dell'incolumità della sua protetta. Nel frattempo May e Hunter si incontrano con un contatto di quest'ultimo nell'HYDRA, che li fa accedere a un circolo di lottatori clandestino in cui i vincitori si dimostrano degni di lavorare per l'HYDRA. Nel corso del combattimento Hunter affronta e uccide il suo contatto riuscendo così ad entrare nelle file dell'HYDRA. Contemporaneamente, Simmons, ancora traumatizzata dall'esperienza aliena, fatica a riadattarsi all'ambiente terrestre, motivo per cui Fitz cerca di aiutarla a tornare alla sua vecchia vita.
Nella scena di chiusura, Bobbi trova Simmons nel laboratorio intenta ad analizzare i frammenti del monolite: la ragazza dichiara di dovere a tutti i costi riaprire il portale e fare ritorno sul pianeta alieno.
- Altri interpreti: Constance Zimmer (Rosalind Price), Daz Crawford (Kebo), Andrew Howard (Banks), Daniel Feuerriegel (Spud), Daniel Roebuck (John Donnelly).
- Ascolti USA: telespettatori 3.740.000.[6]
- Ascolti Italia: telespettatori non disponibili.

## I demoni che conosci
- Titolo originale: Devils You Know
- Diretto da: Ron Underwood
- Scritto da: Paul Zbyszewski

### Trama
Lo S.H.I.E.L.D. recluta Alisha, una degli ex-residenti di Aldilà, per localizzare una coppia di Inumani non riuscendo tuttavia ad impedire che vengano brutalmente assassinati da Lash, il quale lascia nuovamente la scena del crimine indisturbato nonostante i tentativi d'inseguirlo di Mack e Daisy, che però riesce a recuperare un'email dal computer delle due vittime facendo risalire la squadra a Dwight Frye, un inumano capace di percepire la presenza dei propri simili e convinto che Lash stia compiendo una sorta di "missione divina", motivo per cui lo aiuta a trovare le sue vittime. Nel frattempo May si reca alla base per informare Coulson che Hunter sta iniziando a manifestare un'eccessiva noncuranza del pericolo nella missione in quanto accecato dal proprio risentimento verso Ward, ottenendo dal direttore di avere una maggiore copertura per l'imminente incontro tra i due. In seguito all'arresto di Frye da parte dello UCMA, Price consente a Daisy e Mack di accompagnarli alla loro base così che possano constatare il modo in cui vengono trattati i loro prigionieri inumani. Nel corso del tragitto, tuttavia, Lash attacca il furgone, sconfigge con facilità tutti gli agenti presenti e uccide Frye; nonostante le ferite riportate Daisy riesce a scorgere la figura dell'essere che, prima di allontanarsi, assume le fattezze di un comune umano. Contemporaneamente Hunter viene condotto alla base dell'HYDRA dove incontra il direttore Ward e lo attacca dando inizio a uno scontro a fuoco nel corso del quale May giunge in suo soccorso permettendogli di mettere apparentemente con le spalle al muro il nemico, il quale tuttavia rivela che alcuni suoi uomini, capitanati da Werner, hanno in ostaggio Andrew e lo uccideranno qualora lui non riesca a fuggire; a tale rivelazione, nonostante May sembri intenzionata ad arrendersi, Hunter non fa una piega e spara in direzione di Ward, ferendolo alla spalla ma non riuscendo a impedirne la fuga e generando come conseguenza l'apparente morte dello psicologo per mano di Werner.
Nella scena finale Fitz deduce dal comportamento di Simmons che intenda ricostruire il portale e le chiede il motivo, la ragazza decide dunque di rivelargli la verità su quanto accadutole sul pianeta alieno.
- Altri interpreti: Blair Underwood (Andrew Garner), Constance Zimmer (Rosalind Price), Matt Willig (Lash), Daz Crawford (Kebo), Andrew Howard (Banks), Spencer Treat Clark (Alexander Braun/Werner von Strucker), Alicia Vela-Bailey (Alisha), Alexi Wasser (Lori), Nick Eversman (Shane), Chad Lindberg (Dwight Frye).
- Ascolti USA: telespettatori 3.850.000.[7]
- Ascolti Italia: telespettatori non disponibili.
- Citazioni e riferimenti: I nomi presi in considerazione da Ward per la sua base segreta sono, nei fumetti, quelli di due note basi dell'HYDRA: la "Nemesi", situata in Indonesia, e "Punto Omega", posizionata in Italia nei pressi di Genova.

## 4.722 ore
- Titolo originale: 4,722 Hours
- Diretto da: Jesse Bochco
- Scritto da: Craig Titley

### Trama
Simmons racconta a Fitz quanto accadutole durante i sei mesi di permanenza sul pianeta alieno: risucchiata dal portale, la ragazza si è ritrovata su un mondo disabitato dalla superficie desertica, dotato di due lune, atmosfera respirabile, una gravità maggiore rispetto alla Terra e apparentemente senza sole; vagando per alcuni giorni scopre una pozza d'acqua abitata da una forma di vita aliena che diviene la sua principale fonte di nutrimento. Settimane dopo si imbatte in Will Daniels, un astronauta mandato sul pianeta nel 2001 dalla NASA assieme a un team di scienziati portati alla pazzia poco dopo il loro arrivo e morti uno ad uno; nel corso di una delle sue uscite Simmons vede una misteriosa figura incappucciata e Will le rivela che si tratta di una pericolosa entità malvagia il cui unico scopo sembra essere uccidere tutti i visitatori del pianeta. Nel momento in cui la biochimica capisce che l'apertura del portale, all'apparenza casuale, può in realtà essere predetta studiando la posizione delle stelle e l'allineamento delle lune, tramite alcuni mesi di ricerca lei e Will riescono a individuare il luogo della nuova apertura del varco che, tuttavia, non riescono a raggiungere in tempo. Ormai rassegnati al loro destino, Will e Simmons si innamorano ma, dopo alcuni mesi, la ragazza vede il segnale luminoso lanciato da Fitz attraverso il portale e corre nella sua direzione assieme a Will che, tuttavia, decide di rimanere indietro e affrontare la sopraggiunta entità per permettere a Simmons di fare ritorno sulla Terra. Finito il racconto, Fitz si reca immediatamente in laboratorio e afferma di voler aiutare l'amica a salvare Will.
Nella scena conclusiva Will, rimasto solo sul pianeta, assiste ad una brevissima alba.
- Altri interpreti: Dillon Casey (Will Daniels).
- Ascolti USA: telespettatori 3.810.000.[8]
- Ascolti Italia: telespettatori non disponibili.

## Tra di noi si nasconde...
- Titolo originale: Among Us Hide...
- Diretto da: Dwight Little
- Scritto da: Drew Z. Greenberg

### Trama
Andrew Garner, miracolosamente sopravvissuto all'attacco dell'HYDRA, viene trovato da una squadra di soccorso dello S.H.I.E.L.D. e portato al sicuro alla base mentre il giovane von Strucker riesce a fuggire e, temendo ripercussioni da parte di Ward per aver fallito la sua missione, chiede rifugio al malfamato ex-membro del Consiglio di Sicurezza Mondiale Gideon Malick. Nel frattempo Hunter viene rimosso dall'incarico di dare la caccia a Ward e May, furiosa per quanto accaduto all'ex-marito, ritorna in attività e lo sostituisce convincendo Bobbi a tornare sul campo per assisterla nell'incarico. Daisy, Mack e un annoiato Hunter, si convincono intanto che Banks, l'intimidatorio braccio destro di Price, sia Lash; motivo per il quale lo tramortiscono e gli prelevano un campione di sangue per farlo analizzare a Simmons. Tuttavia la dottoressa non rileva in lui alcun marcatore genetico inumano, contraddicendo dunque la teoria del terzetto che, però, grazie ai dati trovati sul cellulare dell'uomo, riesce a localizzare il quartier generale dello UCMA esplorandone l'interno tramite un mini-drone, scoprendo con orrore che gli Inumani catturati vengono tenuti in una sorta di animazione sospesa e che Coulson ne è stato messo al corrente da Price, la quale gli rivela di volerli curare poiché, anni prima, non è riuscita a salvare il marito dal cancro. Contemporaneamente May e Bobbi seguono le tracce di Werner von Strucker per estorcergli informazioni su Ward e riescono a localizzarlo nell'appartamento di Malick, che ha tradito il ragazzo vendendolo all'HYDRA in cambio di un favore futuro; mentre infuria la battaglia May riesce a liberare il giovane che, in fin di vita, le rivela come Andrew sia sopravvissuto al suo attacco trasformandosi in Lash.
Nella scena di chiusura, Daisy telefona a Lincoln (con cui è ancora segretamente in contatto) e viene poco dopo avvicinata da Andrew, il quale le consiglia di far venire il ragazzo alla base.
- Altri interpreti: Blair Underwood (Andrew Garner), Constance Zimmer (Rosalind Price), Matt Willig (Lash), Daz Crawford (Kebo), Andrew Howard (Banks), Spencer Treat Clark (Werner von Strucker), Powers Boothe (Gideon Malick), Hector Hugo (Jerome Deschamps).
- Ascolti USA: telespettatori 3.840.000.[9]
- Ascolti Italia: telespettatori non disponibili.

## La teoria del caos
- Titolo originale: Chaos Theory
- Diretto da: David Solomon
- Scritto da: Lauren LeFranc

### Trama
Maui, Hawaii. Sei mesi prima degli eventi narrati Andrew e May, terminata la loro vacanza, decidono di darsi una seconda possibilità, motivo per cui la donna si prende una pausa dallo S.H.I.E.L.D.; poco dopo però lo psicologo analizza un libro appartenuto a Jiaying ma aprendolo cade uno dei Cristalli Terrigeni che si frantuma in mille pezzi e viene esposto alle Nebbie Terrigene contenutevi, le quali innescano la sua trasformazione in Lash spingendolo a lasciare May per assecondare il crescente desiderio istintivo di cacciare e uccidere gli Inumani che ritiene pericolosi. Nel presente May, venuta a conoscenza della doppia identità dell'ex-marito, lo rintraccia in una struttura dello S.H.I.E.L.D. mentre esegue la valutazione finale su Joey e si confronta con lui spingendolo a rapirla per avere modo di spiegarle con calma le sue ragioni in un luogo appartato. Nel frattempo Coulson convince Price a farlo partecipare a una riunione col presidente riguardo al crescente numero di individui potenziati ma, durante il volo, vengono raggiunti da Mack e Lincoln, uscito dalla latitanza per avvertire lo S.H.I.E.L.D. di aver dedotto l'identità di Lash e che la trasformazione di Andrew sia ancora in corso, difatti, presto non sarà più in grado di tornare alla sua forma umana. S.H.I.E.L.D. e UCMA riescono a localizzare Andrew e May ma, nonostante Coulson tenti di risolvere la situazione con diplomazia, Lincoln, infuriato per gli omicidi compiuti da Lash, attacca lo psicologo inducendolo a trasformarsi dando vita a una violenta lotta nel corso della quale la creatura miete numerose vittime in entrambe le agenzie venendo fermato solo grazie all'intervento di May, che riesce a farlo tornare umano imprigionandolo in un modulo di contenimento e acconsentendo poi a metterlo in animazione sospesa finché lo UCMA non avrà trovato una cura.
Nella scena finale Ward discute dei futuri piani dell'HYDRA con Malick, che nel corso del colloquio riceve una chiamata da Price, segretamente in combutta lui, la quale ha appena passato la notte con Coulson.
- Altri interpreti: Blair Underwood (Andrew Garner), Matt Willig (Lash), Constance Zimmer (Rosalind Price), Juan Pablo Raba (Joey Gutierrez), Powers Boothe (Gideon Malick).
- Ascolti USA: telespettatori 3.490.000.[10]
- Ascolti Italia: telespettatori non disponibili.
- Citazioni e riferimenti: La base dello S.H.I.E.L.D. dove Andrew esegue la valutazione psicologica su Joey, "The Cocoon", nei fumetti è il quartier generale dei Secret Warriors.

## Molte teste, una storia
- Titolo originale: Many Heads, One Tale
- Diretto da: Garry A. Brown
- Scritto da: Jed Whedon e DJ Doyle

### Trama
Ward affronta Malick per scoprire dove si trova il caveau del Barone Strucker, che si dice contenga il vero potere dell'HYDRA, ma l'ex-membro del Consiglio di Sicurezza Mondiale si rifiuta di rivelargli l'informazione e incarica alcuni suoi uomini di assassinarlo; Ward però li sconfigge e li tortura fino a farsi rivelare tale informazione da loro. Intanto, alla base dello Shield, Fitz cerca di capire il motivo dello sgomento di Simmons e le chiede se davvero è innamorata di Will e alla risposta positiva della ragazza lui si rassegna convinto che l’universo sia avverso al loro amore, essendo consapevole del valore di Will ma lei, in un impeto di passione bacia Fitz, affermando che per lei il ragazzo ha attraversato l’universo;
Coulson nel frattempo dà il via all'operazione Spotlight, con cui intende scoprire i segreti dello UCMA: mentre lui intrattiene Rosalind Price con la scusa di farle visitare la base dello S.H.I.E.L.D., Hunter e Bobbi si recano al quartier generale dell'agenzia fingendosi agenti dell'FBI mandati per investigare su una falla nella sicurezza creata tramite le competenze informatiche di Daisy; una volta giunta nel cuore della struttura, Bobbi scopre tuttavia che lo UCMA non sta cercando di curare gli Inumani bensì di crearne il maggior numero possibile. Furioso, Coulson chiede spiegazioni a Price, la quale tuttavia rivela di non sapere nulla poiché è Malick, suo collega da anni, a occuparsi dell'area scientifica; comprendendo che l'uomo è in realtà un membro dell'HYDRA, Price offre il suo aiuto allo S.H.I.E.L.D. dando a Banks le direttive necessarie a far fuggire in sicurezza Bobbi e Hunter. Contemporaneamente Ward, penetrato nel caveau di von Strucker, trova ad aspettarlo Malick che, impressionato dalle sue capacità, gli rivela che il vero scopo per cui l'HYDRA venne fondata millenni prima è riportare sulla Terra un antico e potente inumano, esiliato in tempi ancestrali sul pianeta alieno su cui è stata Simmons la quale intanto, assieme a Fitz, capisce che Will è stato mandato attraverso il portale come vittima sacrificale, e che dietro la missione Stella Lontana della NASA si nasconde la stessa HYDRA.
Nella scena conclusiva, Ward va a trovare Andrew, imprigionato in un container, e gli somministra un gas per cercare di tramutarlo in Lash e usarlo per i suoi scopi.
- Altri interpreti: Blair Underwood (Andrew Garner), Constance Zimmer (Rosalind Price), Andrew Howard (Banks), Powers Boothe (Gideon Malick), Mark Dacascos (Mr. Giyera), Nelson Franklin (Steve Wilson).
- Ascolti USA: telespettatori 3.600.000.[11]
- Ascolti Italia: telespettatori non disponibili.

## Chiusura
- Titolo originale: Closure
- Diretto da: Kate Woods
- Scritto da: Brent Fletcher

### Trama
Coulson e Price cenano insieme a casa della donna discutendo della strategia da adottare contro Malick, tuttavia, mentre parlano, Ward uccide la donna sparandole alla gola da isolati di distanza con un fucile di precisione. Furioso, Coulson decide di occuparsi personalmente della questione interrogando ogni membro del team originale nella speranza di scoprire qualcosa su Ward che possa essere usata contro di lui, dopodiché seleziona Hunter e Bobbi per andare in missione con lui nominando Mack direttore ad interim finché non farà ritorno. Nel frattempo Fitz-Simmons si recano alla sede di quello che fu il programma Stella Lontana guidati da Banks ma finiscono per cadere in un'imboscata di Giyera, che uccide tutta la loro scorta e li porta a cospetto di Ward, il quale pur di estorcere loro le informazioni su come riportare qualcuno indietro dal pianeta alieno (Maveth) fa torturare Simmons di modo da ottenere la piena collaborazione di Fitz, che decide di accompagnare i soldati dell'HYDRA dall'altra parte del portale. Intanto Coulson rintraccia e cattura Thomas Ward per poi farlo parlare al telefono con il fratello maggiore e rintracciare la chiamata di modo da scoprire il luogo in cui si trovano lui e Malick; mentre Daisy riceve finalmente l'autorizzazione di arruolare Lincoln e Joey nella sua squadra speciale partendo immediatamente per dare man forte a Coulson, questi si fionda attraverso il portale per poter chiudere i conti con Ward, che ha deciso di guidare la spedizione di persona.
Nella scena finale, mentre Fitz e il manipolo di agenti dell'HYDRA guidati da Ward iniziano la loro esplorazione di Maveth, Coulson atterra rovinosamente sulla sua superficie.
- Altri interpreti: Constance Zimmer (Rosalind Price), Juan Pablo Raba (Joey Gutierrez), Andrew Howard (Banks), Powers Boothe (Gideon Malick), Mark Dacascos (Mr. Giyera), Tyler Ritter (Thomas Ward).
- Ascolti USA: telespettatori 3.840.000.[12]
- Ascolti Italia: telespettatori non disponibili.
- Citazioni e riferimenti: Nell'episodio Fitz attribuisce al pianeta il nome "Maveth", traslitterazione della parola ebraica: מוות (morte).

## Maveth
- Titolo originale: Maveth
- Diretto da: Vincent Misiano
- Scritto da: Jeffrey Bell

### Trama
Su Maveth Fitz riesce a localizzare Will e a convincere Ward e il team dell'HYDRA a risparmiarlo affinché faccia loro da guida fino al luogo in cui si aprirà il portale. Intanto, sulla Terra, lo S.H.I.E.L.D. si infiltra nel castello dell'HYDRA: Mack, Bobbi e Hunter tentano di arrivare alla camera del portale, mentre May, Daisy, Lincoln e Joey si recano alla ricerca di Simmons la quale, nel frattempo, scappa e scopre che Malick ha portato nel castello un gran numero di Inumani per formare un esercito per la creatura di Maveth; trovato il modulo di contenimento di Andrew, la scienziata acconsente a liberarlo per poi fuggire mentre lo psicologo, trasformatosi in Lash, uccide sia i soldati dell'HYDRA che gli altri Inumani. Nel frattempo su Maveth, Fitz e Will conducono Ward alle rovine di un'antica civiltà aliena e, approfittando di una tempesta di sabbia, riescono a fuggire; Coulson raggiunge Ward e lo fa suo prigioniero; poco dopo, raggiunto il punto d'apertura del portale, Fitz si rende tuttavia conto che Will è in realtà l'inumano malvagio, il quale ha ucciso l'astronauta poco dopo la fuga di Simmons prendendo poi possesso del suo corpo. Mentre Fitz tenta, con successo, di distruggere il corpo di Will, Coulson, sopraggiunto sul luogo, ingaggia un violento scontro con Ward al termine del quale, furioso, si serve della sua mano prostetica per sfondargli il petto, uccidendolo. Fitz e Coulson fanno ritorno sulla Terra riunendosi col resto della squadra giusto in tempo per evitare il bombardamento del castello ordinato da Mack.
Nella scena di chiusura, mentre è intento ad allontanarsi dal castello, Malick viene fermato dall'inumano, a sua volta giunto sulla Terra e impossessatosi del corpo di Ward.
- Altri interpreti: Juan Pablo Raba (Joey Gutierrez), Powers Boothe (Gideon Malick), Blair Underwood (Andrew Garner), Constance Zimmer (Rosalind Price), Mark Dacascos (Mr. Giyera), Dillon Casey (Will Daniels), Garrett Hines (soldato dell'HYDRA).
- Ascolti USA: telespettatori 3.850.000.[13]
- Ascolti Italia: telespettatori non disponibili.
- Citazioni e riferimenti: Coulson, una volta arrivato su Maveth, pensa subito a Tatooine, pianeta fittizio appartenente alla galassia di Star Wars e caratterizzato dalla presenza di due soli.

## Rimbalzare indietro
- Titolo originale: Bouncing Back
- Diretto da: Ron Underwood
- Scritto da: Monica Owusu-Breen

### Trama
Coulson e May si incontrano col presidente Ellis, il quale dispone che da quel momento in avanti lo UCMA risponda direttamente allo S.H.I.E.L.D.; nel frattempo a Bogotà, Colombia, Daisy, Joey, Mack, Bobbi e Hunter investigano sul caso di una nuova inumana, Elena Rodriguez, che ha acquisito la capacità di muoversi a velocità supersonica (salvo tornare al punto di partenza dopo ogni battito cardiaco) e se ne serve per derubare delle loro armi gli agenti corrotti della polizia locale; dopo averla aiutata a smascherare e sconfiggere i suddetti poliziotti, lo S.H.I.E.L.D. offre ad Elena di entrare a far parte della loro squadra segreta ma essa, pur offrendo la sua piena collaborazione per missioni future, decide di rimanere in Colombia. Con l'aiuto di Fitz, Simmons e Lincoln, Coulson collega il comatoso Werner von Strucker alla macchina della memoria di modo da poterlo interrogare sul luogo in cui ha contattato Malick, operazione grazie alla quale riesce a rintracciare molte sue basi ma non a catturarlo né a limitarne l'influenza; contemporaneamente l'inumano tornato da Maveth incomincia a recuperare le forze manifestando la capacità di dissolversi in strani corpuscoli.
Nella scena finale, il presidente comunica a Coulson la nomina di Glenn Talbot quale nuovo capo dello UCMA e suo collaboratore.
- Altri interpreti: Juan Pablo Raba (Joey Gutierrez), Spencer Treat Clark (Werner von Strucker), Powers Boothe (Gideon Malick), Natalia Cordova-Buckley (Elena Rodriguez), William Sadler (Presidente Ellis), Mark Dacascos (Mr. Giyera), Paul Lincoln Alayo (Francisco Rodriguez), Yancey Arias (colonnello Victor Ramon), Gabriel Salvador (Lucio).
- Ascolti USA: telespettatori 3.520.000.[14]
- Ascolti Italia: telespettatori 151.205.[15]

## L'infiltrato
- Titolo originale: The Inside Man
- Diretto da: John Terlesky
- Scritto da: Craig Titley

### Trama
Coulson e Talbot si recano a Taipei, Taiwan, per partecipare ad un simposio di delegati provenienti da diversi paesi per discutere il crescente problema degli Inumani; il neo-nominato capo dello UCMA porta con sé Carl Creel (l'Uomo Assorbente) il cui corredo genetico, in quanto unico essere umano sopravvissuto al contatto con l'Obelisco grazie agli esperimenti dell'HYDRA, potrebbe fornire una cura per gli Inumani non ancora trasformati. Nel frattempo, sospettando che uno dei delegati sia una spia di Malick, Coulson manda Hunter, Bobbi e May ad indagare; la squadra scopre che il governo australiano ha catturato un inumano, Eden Fesi, per scopi scientifici e che Malick ha fatto rapire il figlio dodicenne di Talbot al fine di ricattarlo, nel momento in cui il sinistro consigliere si presenta al simposio infatti, il generale tradisce Coulson lasciando che questi lo spacci per il direttore dell'HYDRA e convinca i delegati a costruire una comunità inumana in Russia, successivamente Malick ordina ai suoi uomini di assassinare sia Talbot che Coulson ma essi riescono a scappare grazie all'Uomo Assorbente mentre May soccorre il figlio del generale ed un manipolo di agenti S.H.I.E.L.D. libera Fesi dalle autorità australiane. Contemporaneamente a tutto ciò l'inumano di Maveth riesce a tornare in forze e a rigenerare le ferite del corpo di Ward prosciugando la vita di cinque esseri umani.
Nella scena di chiusura, Bobbi e Hunter seguono Malick in Russia dopo essersi nascosti sul suo aereo.
- Altri interpreti: Powers Boothe (Gideon Malick), Mark Dacascos (Mr. Giyera), Adrian Pasdar (Glenn Talbot), Raquel Gardner (Carla Talbot), Brian Patrick Wade (Carl Creel/Uomo Assorbente), Ravil Isyanov (Anton Petrov), Melissa Bickerton (Ellen King), Bayo Akinfemi (Nathi Zuma), Alexandra Chun (Xiao Chen), Tohoru Masamune (Haruto Yakimura), Gabriel Salvador (Lucio).
- Ascolti USA: telespettatori 2.940.000.[16]
- Ascolti Italia: telespettatori 161.169.[17]
- Citazioni e riferimenti: Durante un dialogo tra Daisy e Bobbi, questa, parlando del rapporto ostile tra Inumani e umani, dice di come quest'ultimi temano i nuovi arrivati poiché non li conoscono e non li comprendono ("si teme ciò che non si capisce"), frase che si può ritrovare nel dialogo tra Magneto ed il senatore Robert Kelly nel covo della Confraternita, in X-Men.

## L'addio delle spie
- Titolo originale: Parting Shot
- Diretto da: Michael Zinberg
- Scritto da: Paul Zbyszewski

### Trama
Hunter e Bobbi, tenuti prigionieri dall'Interpol con l'accusa di aver assassinato due diplomatici russi nella loro stessa patria, rievocano in una serie di flashback come, recatisi in Siberia all'inseguimento di Malick, lo abbiano scoperto a organizzare un colpo di Stato assieme al delegato Anton Petrov e al generale Androvich, un inumano capace di dar vita alla propria ombra; nonostante l'arrivo dell'unità di supporto composta da Daisy, May e Mack, per salvare la vita al primo ministro Dmitri Olshenko, Hunter e Bobbi sono infine costretti ad assassinare Petrov e Androvich venendo successivamente arrestati dalle autorità russe con l'accusa di attacco mirato contro il loro governo. Per evitare un incidente internazionale il presidente degli Stati Uniti Matthew Ellis fa subentrare l'Interpol e, spalleggiato da Coulson, tenta di trovare un compromesso coi russi; tuttavia, per evitare che emerga la collaborazione del governo americano con lo S.H.I.E.L.D., Hunter e Bobbi decidono in comune accordo di farsi rinnegare, venendo dunque rilasciati ed evitando lo scoppio di una guerra al prezzo di non poter più fare ritorno all'agenzia spionistica o avervi contatti. Dopo essersi recati in un bar e aver brindato un'ultima volta con loro, a distanza ed in silenzio, Hunter e Bobbi si separano dai compagni.
Nella scena conclusiva, Malick discute dei suoi prossimi piani con sua figlia Stephanie.
- Altri interpreti: Powers Boothe (Gideon Malick), William Sadler (presidente Matthew Ellis), Ravil Isyanov (Anton Petrov), Kristof Konrad (generale Androvich), Ivo Nandi (ispettore Duval), Bethany Joy Lenz (Stephanie Malick), Endre Hules (primo ministro Dmitri Olshenko).
- Ascolti USA: telespettatori 2.880.000.[18]
- Ascolti Italia: telespettatori non disponibili.
- Citazioni e riferimenti: Durante l'operazione in Russia, Bobbi comunica con Fitz usando il nome in codice "Mimo", suo alter ego nei fumetti che nella serie non è mai stato utilizzato all'infuori dell'annuncio del suo ingresso nel cast.

## Cani da guardia
- Titolo originale: Watchdogs
- Diretto da: Jesse Bochco
- Scritto da: Drew Z. Greenberg

### Trama
Il gruppo terroristico dei Cani da guardia fa esplodere una struttura dello UCMA a South Bend, Indiana, servendosi di ordigni al nitramene; dopo aver mandato ad indagare Daisy, Fitz e Mack, Coulson si rende conto che il gruppo è stato riorganizzato da blogger conservatori a milizia armata grazie alla guida dell'ex-agente S.H.I.E.L.D. Felix Blake, scomparso poco dopo che gli è stata spezzata la schiena da Deathlok. Nel corso dell'indagine tuttavia Mack è costretto ad allontanarsi dal weekend di vacanza trascorso assieme al fratello Ruben che, seguendolo, scopre la sua attività di agente dello S.H.I.E.L.D. rimanendo profondamente deluso; i fratelli MacKenzie riescono tuttavia a riappianare le loro divergenze dopo aver affrontato insieme una truppa di Cani da guardia che li ha seguiti fino a casa loro. Fitz viene colpito da un membro dei cani da guardia con un composto prossimo ad esplodere. L'antidoto, che Fitz aveva preparato però non funziona. Riesce poi a salvarsi grazie a dell'azoto liquido. Contemporaneamente Coulson e Lincoln rintracciano la base di Blake trovandovi tuttavia solo una sua comunicazione olografica; poco dopo Daisy e Coulson deducono che l'attacco alla struttura dello UCMA è stato solo un diversivo per rubare qualcosa custodito al suo interno.
Nella scena finale, Blake si incontra con Giyera e gli consegna quanto rubato allo UCMA.
- Altri interpreti: Titus Welliver (Felix Blake), Mark Dacascos (Mr. Giyera), Gaius Charles (Ruben MacKenzie), Trenton Rostedt (Dallas Wyatt), Justin Morck (Cane da guardia Alpha), Jonathan Camp (Cane da guardia Oscar), D. Elliot Woods (Cane da guardia Victor).
- Ascolti USA: telespettatori 3.200.000.[19]
- Ascolti Italia: telespettatori non disponibili.
- Citazioni e riferimenti: Daisy, parlando con Ruben, lo rassicura che i danni riportati dalla sua casa durante lo scontro coi Cani da guardia saranno riparati dalla Damage Control mentre, durante il servizio al telegiornale dell'attacco alla struttura dello UCMA, è possibile leggere nei titoli in sovraimpressione la notizia di uno scontro tra gang a Hell's Kitchen, riferimento all'inizio della seconda stagione di Daredevil.

## Spazio-tempo
- Titolo originale: Spacetime
- Diretto da: Kevin Tancharoen
- Scritto da: Maurissa Tancharoen e Jed Whedon

### Trama
A Dyker Heights, New York, l'inumano senzatetto Charles Hinton tocca accidentalmente il proprietario di un supermercato mostrandogli attraverso una visione il modo in cui morirà; in preda al panico l'uomo compie una chiamata d'emergenza chiedendo di Daisy Johnson, nome appreso durante l'esperienza divinatoria, attirando così l'attenzione sia dello S.H.I.E.L.D. che dell'HYDRA, i quali uccidono il negoziante e rapiscono Hinton non prima però che questi entri in contatto con Daisy e le mostri come, nel giro di ventiquattr'ore, verrà ucciso a seguito di un'operazione di soccorso terminata in tragedia; per evitare il compimento del futuro profetizzato Coulson ordina che sia May ad andare in soccorso di Hinton in quanto unica a non comparire nelle visioni avute da Daisy tuttavia, all'ultimo istante, Andrew si presenta alla base facendosi mettere spontaneamente sotto custodia per poter dire addio all'ex-moglie nei pochi istanti di lucidità che gli rimangono prima di trasformarsi permanentemente in Lash. Nel frattempo, su ordine dell'inumano nel corpo di Ward, l'HYDRA assume il controllo della Transia Corporation ottenendo il prototipo di un loro esoscheletro per fare provare a Malick l'ebbrezza del "vero potere"; ignara della minaccia Daisy si reca sul posto per salvare Hinton ma viene sopraffatta dalle forze nemiche e riesce a sopravvivere solo grazie all'intervento del senzatetto, che si sacrifica per distrarre Malick dando alla ragazza il tempo di contrattaccare e trasmettendole involontariamente una visione dove un agente S.H.I.E.L.D. muore nello spazio a bordo di una sorta di astronave.
Nella scena di chiusura, Malick, turbato per la visione avuta toccando Hinton prima di ucciderlo, telefona a Giyera, intento a discutere la prossima mossa con l'antico leader inumano dell'HYDRA.
- Altri interpreti: Blair Underwood (Andrew Garner), Matt Willig (Lash), Powers Boothe (Gideon Malick), Mark Dacascos (Mr. Giyera), Alexander Wraith (agente Anderson), Bjorn Johnson (Charles Hinton), Wolfgang Bodison (Edwin Abbott), Lola Glaudini (Polly Hinton), Markus Flanagan (Rowan Hamilton).
- Ascolti USA: telespettatori 2.810.000.[20]
- Ascolti Italia: telespettatori non disponibili.
- Citazioni e riferimenti: Nell'Universo Marvel la Transia è il paese immaginario in cui sono nati Scarlet Witch e Quicksilver.

## Paradiso perduto
- Titolo originale: Paradise Lost
- Diretto da: Wendey Stanzler
- Scritto da: George Kitson e Sharla Oliver

### Trama
1970. Dopo la morte del padre i fratelli Gideon e Nathaniel Malick, capi della frangia "religiosa" dell'HYDRA, vengono convocati da Whitehall il quale li informa che, nel corso degli anni, pur partecipando alle apposite cerimonie, il genitore non è mai stato mandato su Maveth poiché ha sempre truccato il sorteggio a suo favore; sebbene inizialmente i due decidano di non seguire le orme paterne affidando l'estrazione al fato, Gideon si serve infine del medesimo trucco portando il fratello a venir mandato sul pianeta alieno. Nel presente lo S.H.I.E.L.D., allarmato dalla presenza del cosiddetto "Dio dell'HYDRA" sulla Terra, manda Daisy e Lincoln in Dakota del Sud per interrogare James, un inumano potenziale cacciato da Aldilà per avere rubato a Jiaying un testo inerente alla minaccia del ritorno di "un inumano capace di resuscitare i morti". Contemporaneamente Malick si reca alla sua magione e scopre dalla figlia che l'inumano parassita lo ha preceduto sul posto indicendo una riunione del Consiglio dell'HYDRA al termine della quale, rivelandogli di avere ancora tutti i ricordi di Nathaniel, acquisiti dopo averlo posseduto su Maveth, per punire Gideon ed insegnargli il significato del sacrificio gli uccide la figlia davanti agli occhi. Coulson e May riescono intanto a catturare il braccio destro di Malick, Giyera, un inumano telecineta che, grazie ai suoi poteri, riesce ad assumere il controllo del loro aereo catturando l'intera squadra e conducendoli alla base dell'HYDRA; Daisy e Lincoln, recuperato da James un artefatto Kree che potrebbe sconfiggere il potente inumano, captano in seguito la richiesta di soccorso inoltrata dall'aereo prima del dirottamento e decidono di correre in soccorso dei compagni radunando i Secret Warriors.
Nella scena finale, il leader inumano dell'HYDRA conforta Malick dicendogli che, dopo la morte della figlia, non ha più nulla da temere da lui sebbene, in realtà, toccando Hinton qualche giorno prima, l'uomo abbia visto proprio la propria morte per mano dell'essere.
- Altri interpreti: Powers Boothe (Gideon Malick), Reed Diamond (Daniel Whitehall), Mark Dacascos (Mr. Giyera), Alexander Wraith (agente Anderson), Axle Whitehead (James), Bethany Joy Lenz (Stephanie Malick), Cameron Palatas (Gideon Malick da giovane), Joel Dabney Courtney (Nathaniel Malick), Mark Atteberry (Kirk Vogel).
- Ascolti USA: telespettatori 3.010.000.[21]
- Ascolti Italia: telespettatori non disponibili.
- Citazioni e riferimenti: James, raccontando la storia di Hive, afferma che nei testi di Jiaying veniva chiamato "Alveus", termine latino per "guscio vuoto" da cui deriva la parola alveare (in inglese: "hive").

## La squadra
- Titolo originale: The Team
- Diretto da: Elodie Keene
- Scritto da: DJ Doyle

### Trama
Daisy, Lincoln, Joey e Yo-Yo, radunatisi come Secret Warriors, si infiltrano nella base dell'HYDRA riuscendo a liberare i compagni ed a catturare Malick il quale, una volta imprigionato nel quartier generale dello S.H.I.E.L.D. accetta di dire a Coulson tutto ciò che sa su Hive, il "Dio dell'HYDRA", rivelando che è in grado di infettare le menti degli altri Inumani piegandoli alla propria volontà. Tale affermazione viene confermata da Fitz-Simmons che, svolgendo l'autopsia sul cadavere di un agente inumano dell'HYDRA vi rinvengono quanto rimane dei parassiti di Hive; temendo che uno dei Secret Warriors sia stato infettato dall'essere, Coulson li fa tenere d'occhio da Mack impedendo loro di lasciare la base, poco dopo tuttavia avviene un guasto elettrico e qualcuno ne approfitta per uccidere Malick. La tensione che segue l'evento porta Daisy a raggirare i compagni di squadra facendoli intrappolare in una cella d'isolamento dal resto degli agenti e dando il tempo a Coulson di rinvenire l'artefatto Kree recuperato in precedenza nell'armadietto di Lincoln, che dunque viene imprigionato con l'accusa di essere sotto il controllo di Hive; quella sera tuttavia Daisy si reca nella cella del ragazzo tentando di convincerlo a fuggire con lei, questi però si rifiuta dopo aver capito che l'inumana infettata da Hive è proprio Daisy, la quale poco dopo sottrae sia l'artefatto che il maggior numero possibile di Cristalli Terrigeni e lascia la base provocando una serie di scosse sismiche tali da seppellire vivo chiunque si trovi al suo interno.
Nella scena conclusiva, Hive parla con Giyera in merito a come impiegare l'eredità di Malick.
- Altri interpreti: Juan Pablo Raba (Joey Gutierrez), Natalia Cordova-Buckley (Elena "Yo-Yo" Rodriguez), Powers Boothe (Gideon Malick), Mark Dacascos (Mr. Giyera), Gabriel Salvador (Lucio), Rob Silverman (Kevin).
- Ascolti USA: telespettatori 2.850.000.[22]
- Ascolti Italia: telespettatori non disponibili.

## La singolarità
- Titolo originale: The Singularity
- Diretto da: Garry A. Brown
- Scritto da: Lauren LeFranc

### Trama
Hive e Daisy rintracciano Alisha e James ponendo entrambi sotto il controllo mentale dell'entità parassitica e sottoponendo il secondo alla Terrigenesi portandolo a ottenere poteri pirocinetici per poi recuperare il resto dell'artefatto capace di fermare Hive, che James aveva sepolto nel terreno sotto casa sua. Contemporaneamente Coulson e lo S.H.I.E.L.D., sfuggiti senza troppi danni alle macerie, si mettono alla ricerca di un modo per guarire gli Inumani dall'influenza di Hive, motivo per il quale Fitz-Simmons si recano a Bucarest, Romania, alla ricerca del noto genetista transumanista Holden Radcliffe; il loro incontro è tuttavia interrotto dall'arrivo di Hive e delle sue truppe che rapiscono Radcliffe e lasciano la scena informando i due scienziati di non voler far loro del male ma di essere disposti a farlo qualora li intralceranno nuovamente. Quella sera mentre, grazie alle informazioni fornite da Malick allo S.H.I.E.L.D., Talbot e lo UCMA rintracciano e smantellano le rimanenti strutture dell'HYDRA, Fitz e Simmons consumano finalmente la loro relazione.
Nella scena di chiusura, Hive conduce Radcliffe, Daisy, Alisha e James (ribattezzatosi Hellfire) in una città comprata grazie al patrimonio di Malick ordinando allo scienziato di riprodurre l'esperimento Kree che ha portato alla sua creazione.
- Altri interpreti: Axle Whitehead (James/Hellfire), John Hannah (Holden Radcliffe), Alicia Vela-Bailey (Alisha Whitley), Adrian Pasdar (Glenn Talbot), Alexander Wraith (agente Anderson), Camille De Pazzis (Anon).
- Ascolti USA: telespettatori 3.220.000.[23]
- Ascolti Italia: telespettatori non disponibili.
- Citazioni e riferimenti: Nei fumetti Holden Radcliffe è un personaggio minore apparso unicamente nei cinque numeri della miniserie Machine Teen (luglio-novembre 2005), mentre lo scudo d'energia inserito nella mano robotica di Coulson è un accessorio che, nei fumetti, Tony Stark ha ideato per U.S. Agent nel periodo in cui entrambi militavano per Force Works.

## Esperimenti falliti
- Titolo originale: Failed Experiments
- Diretto da: Wendey Stanzler
- Scritto da: Brent Fletcher

### Trama
Hive racconta come i primi Inumani furono creati infondendo sangue Kree negli esseri umani ed ordina a Radcliffe di riprodurre il suddetto esperimento di modo da trasformare l'umanità e successivamente controllarla dando luogo a un "utopia"; i primi esperimenti del genetista tuttavia falliscono miseramente per via della necessità di utilizzare un campione di sangue prelevato da un Kree vivente, motivo per il quale Hive attiva l'artefatto che ha sempre temuto rivelando che si tratta di un trasmettitore capace di contattare i due Mietitori Kree incaricati, tempo addietro, di rapire gli esseri umani e sottoporli agli esperimenti della loro specie. Lo S.H.I.E.L.D. riesce nel frattempo a localizzare la città in cui si nascondono Hive e gli Inumani sotto la sua influenza mandando una squadra capeggiata da May e Mack con l'intento di uccidere l'essere o semplicemente prelevare gli individui che ha assoggettato; la squadra arriva nello stesso istante in cui sopraggiungono i Mietitori Kree, che uccidono Alisha venendo successivamente affrontati da Daisy e Hive, che riduce in polvere il suo avversario dopo avergli strappato il cuore mentre la ragazza, eseguendo i suoi ordini, tenta di catturare vivo l'altro Kree per prelevargli il sangue venendo però ostacolata all'ultimo istante da Mack, che disintegra il corpo dell'alieno trovandosi in seguito ad essere quasi ucciso da una furibonda Daisy e costretto alla fuga assieme al resto della squadra. Lincoln si inietta intanto un siero sperimentale di Fitz-Simmons nella speranza che tale test serva da campione per debellare i parassiti di Hive ma non ottiene alcun risultato.
Nella scena finale, Daisy propone a Hive di drenare dal suo corpo il sangue Kree infusole qualche anno prima.
- Altri interpreti: Axle Whitehead (James/Hellfire), John Hannah (Holden Radcliffe), Alicia Vela-Bailey (Alisha Whitley), Derek Phillips (agente O'Brien), Alexander Wraith (agente Anderson), Briana Venskus (agente Piper), Mark Atteberry (Kirk Vogel).
- Ascolti USA: telespettatori 2.920.000.[24]
- Ascolti Italia: telespettatori 179.550.[25]

## Emancipazione
- Titolo originale: Emancipation
- Diretto da: Vincent Misiano
- Scritto da: Craig Titley

### Trama
Hive attira in trappola un gruppo di Cani da guardia per testare su di loro la sostanza ricavata da Radcliffe grazie al sangue estratto da Daisy; nonostante i soggetti vengano mutati in mostruose creature primitive, il parassita rimane compiaciuto del risultato. Nel frattempo, a seguito dell'entrata in vigore degli Accordi di Sokovia, Talbot viene incaricato di registrare tutti gli Inumani in custodia o al servizio dello S.H.I.E.L.D., motivo per il quale Coulson accetta di condurlo all'interno del loro quartier generale; durante la suddetta visita Lincoln riesce a contattare Daisy, introdottasi nei sistemi informatici della base, progettando con essa un modo per evadere dalla sua cella di isolamento, fuggire a bordo di un quinjet e ricongiungersi a lei; nonostante tale schema sembri riuscire, ad insaputa della hacker, tutto ciò faceva parte di un elaborato piano di Coulson e Lincoln si è sostituito all'ultimo istante con Lash che dunque giunge alla base di Hive ed ingaggia un violento scontro con esso riuscendo a ferirlo gravemente, ad uccidere tutte le cavie dei suoi esperimenti e a liberare Daisy dalla sua influenza prima di venire ucciso da Hellfire. Non appena Daisy fa ritorno alla base, la squadra scopre l'intento di Hive: utilizzare la testata missilistica sottratta allo UCMA per diffondere il patogeno ottenuto da Radcliffe su tutto il mondo tramutando gli esseri umani in creature primitive al suo servizio.
Nella scena di chiusura, Yo-Yo fa visita a Mack nella sua stanza e gli regala il suo crocifisso sollecitandolo ad avere fede.
- Altri interpreti: Matt Willig (Lash), Axle Whitehead (James/Hellfire), John Hannah (Holden Radcliffe), Natalia Cordova-Buckley (Elena "Yo-Yo" Rodriguez), Adrian Pasdar (Glenn Talbot), Trevor Torseth (Pete Boggs), Jean Paul San Pedro (Jackson).
- Ascolti USA: telespettatori 2.930.000.[26]
- Ascolti Italia: telespettatori non disponibili.

## Assoluzione
- Titolo originale: Absolution
- Diretto da: Billy Gierhart
- Scritto da: Chris Dingess & Drew Z. Greenberg

### Trama
Lo S.H.I.E.L.D. rintraccia Hive e i suoi seguaci presso un silo missilistico nell'Oceano Pacifico e, dopo aver impedito il lancio della testata col patogeno grazie a dei codici di disarmo procurati da Talbot, Fitz e Coulson, Lincoln, Mack, May e Yo-Yo si infiltrano nella struttura riuscendo a recuperare Radcliffe e ad attirare in trappola Hive bombardandolo con le radiazioni della macchina della memoria e facendo riaffiorare tutti i ricordi delle persone che si sono sacrificate per fargli da ospite nel corso dei secoli, destabilizzandolo ed indebolendolo tanto da riuscire a intrappolarlo in una cella d'animazione sospesa dello UCMA. Nonostante l'apparente successo, Giyera ed Hellfire, fuggiti con la testata, riescono in seguito a rintracciare il loro leader alla base dello S.H.I.E.L.D. riuscendo a liberarlo e a trasformare diversi agenti in Primitivi per poi imbarcarsi sul loro aereo con l'intento di servirsene per diffondere il patogeno.
Nella scena conclusiva, Daisy, liberatasi dalla custodia dello S.H.I.E.L.D., si presenta dinnanzi ad Hive implorandolo di controllarla nuovamente per lenire il senso di colpa che la tormenta da quando il loro legame è stato reciso.
- Altri interpreti: Axle Whitehead (James/Hellfire), John Hannah (Holden Radcliffe), Natalia Cordova-Buckley (Elena "Yo-Yo" Rodriguez), Mark Dacascos (Mr. Giyera), Adrian Pasdar (Glenn Talbot), Derek Phillips (agente O'Brien), Patrick John Hurley (generale Andaz), Dorian Gregory (sottosegretario Walter Thomas), Hart Turner (Hudson).
- Ascolti USA: telespettatori 3.030.000.[27]
- Ascolti Italia: telespettatori non disponibili.

## Ascensione
- Titolo originale: Ascension
- Diretto da: Kevin Tancharoen
- Scritto da: Jed Whedon

### Trama
Hive scopre di non poter più controllare la mente di Daisy che, di conseguenza, lo assale in preda alla rabbia venendo prontamente sconfitta e caricata a bordo dell'aereo come garanzia che lo S.H.I.E.L.D. non lo farà abbattere mentre è in volo. May e Fitz riescono ad infiltrarsi clandestinamente sul veicolo poco prima del decollo. Fitz riesce ad uccidere Giyera e insieme a May libera Daisy rinchiusa nel protocollo di contenimento; nel frattempo i Primitivi assediano la base dello S.H.I.E.L.D. ma vengono sconfitti grazie a uno stratagemma così che Coulson, Lincoln, Mack e Simmons riescano ad abbordare l'aereo con un quinjet pianificando di mettere la testata al suo interno e farla detonare nello spazio; mentre la squadra è intenta ad affrontare i seguaci di Hive, Daisy si rende conto di essere l'agente destinata a morire secondo la sua visione e decide di caricare lei stessa il missile sul quinjet venendo però raggiunta prima da Hive e poi da Lincoln, che la getta fuori dal veicolo di modo da prendere il suo posto ed immolarsi salvando il mondo da Hive facendo detonare la testata al di fuori dell'atmosfera terrestre. Sei mesi dopo Daisy diviene la vigilante nota come "Quake" e Coulson, non più direttore dello S.H.I.E.L.D., si prodiga a darle la caccia.
Nella scena finale, Radcliffe, prosciolto da ogni accusa, riavvia un vecchio progetto dello S.H.I.E.L.D.: i LMD.
- Altri interpreti: Axle Whitehead (James/Hellfire), John Hannah (Holden Radcliffe), Natalia Cordova-Buckley (Yo-Yo Rodriguez), Mark Dacascos (Mr. Giyera), Lola Glaudini (Polly Hinton), Mallory Jansen (A.I.D.A.).
- Ascolti USA: telespettatori 3.030.000.[27]
- Ascolti Italia: telespettatori 141.506[28]